# Список рок-хитов № 1 2025 года (Великобритания)
Список рок-хитов 2025 года Великобритании включает самые популярные песни в стиле рок на основе данных официального рок хит-парада Великобритании UK Rock Chart 2025 года. Составителем чарта является The Official Charts Company, отвечающая за выпуск всех официальных музыкальных чартов страны. Список рок-хитов 2052 года Великобритании основан на статистических данных о продажах музыкальных релизов на физических и цифровых носителях. В чарт могут попадать и возглавлять синглы прошедших лет.

## Список синглов
| Дата       | Песня       | Исполнитель   | Источник |
| ---------- | ----------- | ------------- | -------- |
| 3 января   | «Iris»      | Goo Goo Dolls | [ 2 ]    |
| 10 января  | «Iris»      | Goo Goo Dolls | [ 3 ]    |
| 17 января  | «Iris»      | Goo Goo Dolls | [ 4 ]    |
| 24 января  | «Iris»      | Goo Goo Dolls | [ 5 ]    |
| 31 января  | «Iris»      | Goo Goo Dolls | [ 6 ]    |
| 7 февраля  | «Iris»      | Goo Goo Dolls | [ 7 ]    |
| 14 февраля | «Iris»      | Goo Goo Dolls | [ 8 ]    |
| 21 февраля | «Iris»      | Goo Goo Dolls | [ 9 ]    |
| 28 февраля | «Iris»      | Goo Goo Dolls | [ 10 ]   |
| 7 марта    | «Iris»      | Goo Goo Dolls | [ 11 ]   |
| 14 марта   | «Iris»      | Goo Goo Dolls | [ 12 ]   |
| 21 марта   | «Emergence» | Sleep Token   | [ 13 ]   |
| 28 марта   | «Iris»      | Goo Goo Dolls | [ 14 ]   |
| 4 апреля   | «Iris»      | Goo Goo Dolls | [ 15 ]   |
| 11 апреля  | «Caramel»   | Sleep Token   | [ 16 ]   |
| 18 апреля  | «Iris»      | Goo Goo Dolls | [ 17 ]   |
| 25 апреля  | «Iris»      | Goo Goo Dolls | [ 18 ]   |
| 2 мая      | «Damocles»  | Sleep Token   | [ 19 ]   |
| 9 мая      | «Iris»      | Goo Goo Dolls | [ 20 ]   |
| 16 мая     | «Iris»      | Goo Goo Dolls | [ 21 ]   |
| 23 мая     | «Iris»      | Goo Goo Dolls | [ 22 ]   |
| 30 мая     | «Iris»      | Goo Goo Dolls | [ 23 ]   |
| 6 июня     | «Iris»      | Goo Goo Dolls | [ 24 ]   |
| 13 июня    | «Iris»      | Goo Goo Dolls | [ 25 ]   |
| 20 июня    | «Iris»      | Goo Goo Dolls | [ 26 ]   |
| 27 июня    | «Iris»      | Goo Goo Dolls | [ 27 ]   |
| 4 июля     | «Iris»      | Goo Goo Dolls | [ 28 ]   |
| 11 июля    | «Iris»      | Goo Goo Dolls | [ 29 ]   |
| 18 июля    | «Iris»      | Goo Goo Dolls | [ 30 ]   |
| 25 июля    | «Iris»      | Goo Goo Dolls | [ 31 ]   |
| 1 августа  | «Paranoid»  | Black Sabbath | [ 32 ]   |
| 8 августа  | «Iris»      | Goo Goo Dolls | [ 33 ]   |